# Altenwörth
Altenwörth (von ahd. uarid, mhd. wert: eine mit Bäumen bestandene Insel) ist eine Ortschaft und eine Katastralgemeinde von Kirchberg am Wagram in Niederösterreich. Das Dorf nahe einem großen Donaukraftwerk bildet mit dem benachbarten Gigging einen Doppelort.

## Geografie
Altenwörth liegt an einem breiten Altarm nördlich der Donau bei einer markanten Flussbiegung, in der eine langgestreckte flache Insel (Schotterbank) entstand. In den Altarm, der hier 300 m breit ist und von einem Entlastungsgerinne der Donau gespeist wird, münden Kamp, Mühlkamp und Krems.
Am Strom selbst liegt das Kraftwerk Altenwörth, das 1973–79 errichtete leistungsstärkste österreichische Donaukraftwerk, das zur Werksgruppe Untere Donau gehört. Beim Kraftwerk mündet von Süden her die Traisen in die Donau, was wohl zur Bildung der namensgebenden Schotterinsel vor Altenwörth beitrug.

### Ortsgebiet und Einwohner
Das verbaute Ortsgebiet erstreckt sich entlang des Donauarms und misst ohne den Nachbarort Gigging etwa 1,2 mal 0,5 km. Bis 1972 eine selbständige Gemeinde, wurde sie dann an Kirchberg am Wagram angegliedert. 1991 hatte Altenwörth-Gigging 309 Einwohner.

## Geschichte
Altenwörth ist die einzige Ortschaft am linken Donauufer zwischen Krems und Tulln (Niederösterreich). Der kleine Ort liegt inmitten der Donauauen, einem Rückzugsgebiet vieler seltener Tier- und Pflanzenarten.
865 kam es durch den Salzburger Bischof Adalwin zur ersten Kirchenstiftung. 1014 gründete Bischof Sigismar von Kremsmünster (Sigismaresweret) eine Holzkirche, die bald passauische Urkirche für das gesamte Weinviertel wurde. Die Ersterwähnung sigismaris weride erfolgte 1011 in einer Urkunde Heinrichs II. für Absdorf.
1082 kam es zur Schlacht bei Mailberg und die Kirche wurde verwüstet. Durch die vielen Überschwemmungen ebenfalls immer in Mitleidenschaft gezogen, entschloss man sich für 1090 einen Neuaufbau „auf den Wagram“ (St. Stefan am Wagram). Die Pfarrkirche an der Donau bestand aber weiter, wurde jedoch von Kirchberg seelsorgerisch betreut.
1784 wurde Altenwörth durch Kaiser Joseph II. zu einer eigenen Pfarre und 1786 kam es zum Neubau der Kirche.
Seit einigen Jahren ist Altenwörth im Pfarrverband mit Kirchberg am Wagram und Ottenthal.
Ab 1600 war Altenwörth Umschlagplatz für Salztransporte aus dem Salzkammergut nach Mähren. Die Auwaldungen mit ihrem Holzreichtum wiederum hatten zur Folge, dass das erste Sägewerk im Raume Stockerau-Krems als Dampfsägewerk eingerichtet wurde. Schnittwaren, Dachstühle, Zimmereiarbeiten gingen in die ganze Umgebung. Im Jahr 1822 wurde der Ort als Dorf mit 35 Häusern erwähnt, das über eine Pfarre und eine Schule verfügte. Die Herrschaft Grafenegg besaß die Ortsobrigkeit, übte die Landgerichtsbarkeit aus, besorgte die Konskription und hatte die Grundherrschaft inne. Im Mühlwasser wurden Schiffsmühlen betrieben, die 1875 und 1882 einem Brand zum Opfer fielen. Die Kapazität ersieht man an seinen Handwerkern. Der Ort beheimatete eine Schmiede, einen Wagner, Fassbinder, Fleischer, Bäcker, Schneider, Schuster, Barbier, drei Gasthäuser, zwei Sägewerke, drei Holzhändler, einen Viktualienhandel, 2 Kaufhäuser und eine Zimmerei.
1872 bis 1886 bestand eine Schiffstation der Donauschifffahrt in Altenwörth.
Heute verbindet man Altenwörth unter anderem auch mit dem Donaukraftwerk, das zwischen 1970 und 1975 gebaut wurde. Im Zuge der Errichtung wurde 1975 im Flussbett ein Schiff gefunden, die Reste befinden sich im Schiffahrtsmuseum von Spitz (Wachau).
Am 2. Jänner 1972 wurde die Gemeinde Altenwörth trotz der Einsprüche beim Verfassungsgerichtshof in die Großgemeinde Kirchberg am Wagram eingemeindet.
Im Jahr 2002 war die Ortschaft durch ein Hochwasser des Kamp betroffen, bei dem der Damm zum Teil gesprengt werden musste.

## Politik
- Von 1929 und 1938 sowie von 1945 bis 1960 war Johann Waltner Bürgermeister der bis 1971 selbständigen Gemeinde.

## Kultur und Sehenswürdigkeiten

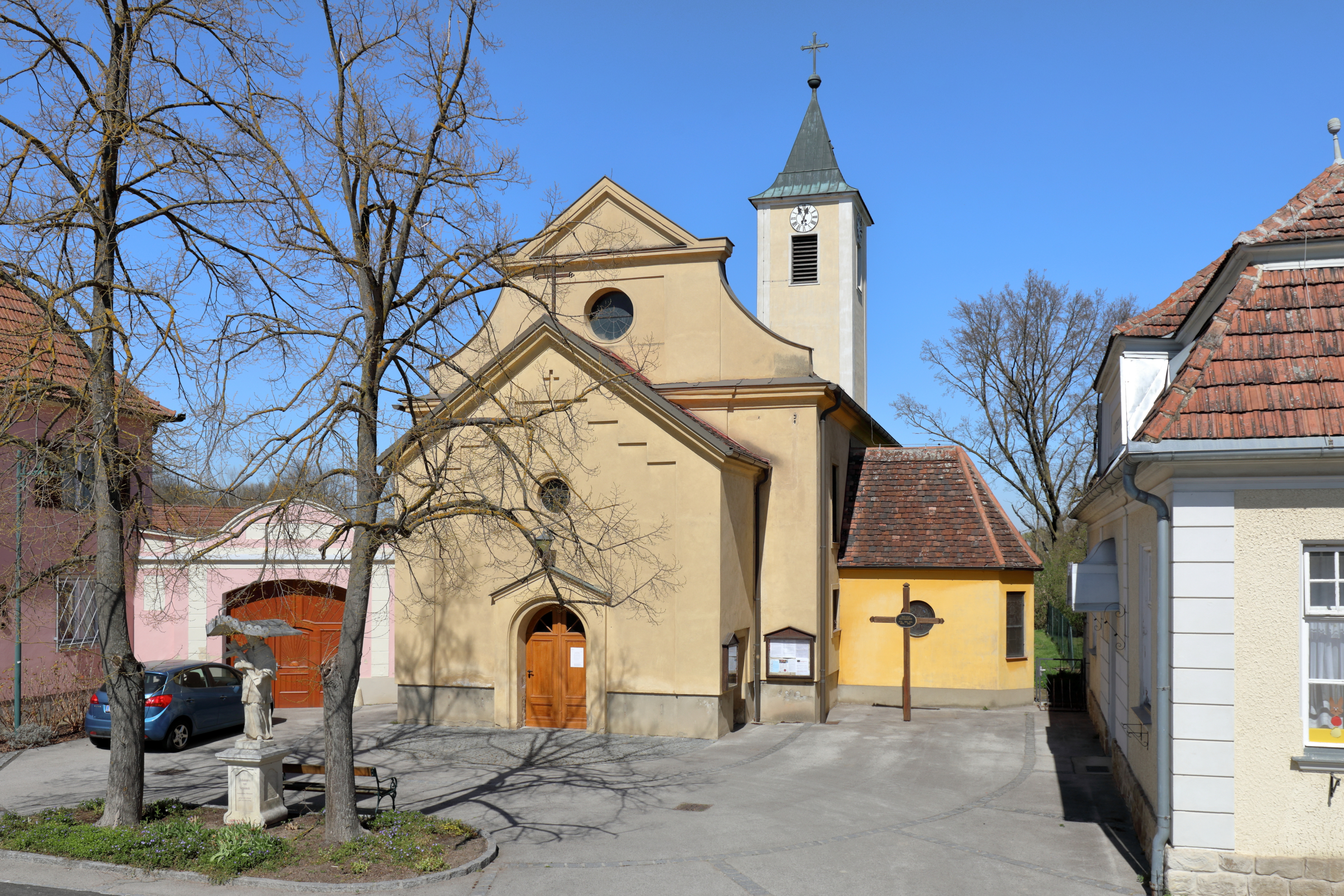
Pfarrkirche Altenwörth

- Katholische Pfarrkirche Altenwörth hl. Andreas
- Kraftwerk Altenwörth

## Verkehr
Nördlich des Ortes verläuft die Stockerauer Schnellstraße S5. Weiters liegt die Ortschaft am Schnittweg des Kamptalradwegs und des Donauradwegs.

## Öffentliche Einrichtungen
In Altenwörth befindet sich ein Kindergarten.